# Patrick Kropp
Patrick Kropp (* 28. Juli 1995 in Würselen) ist ein deutscher Synchronsprecher, Schauspieler und Dialogregisseur.

## Leben
Von 2014 bis 2017 absolvierte er den Bachelorstudiengang Mediendesign an der Rheinischen Fachhochschule Köln. Anschließend belegte er einen Theaterworkshop am DAS DA Privattheater in Aachen und besuchte bis 2020 die Aachener Schauspielschule, die er als Schauspieler mit Bühnenreife absolvierte. In 2019 wurde er erstmals als Synchronsprecher tätig.

## Filmografie (Auswahl)

### Als Synchronsprecher
(Quelle: )

#### Serien
- 2019: Shiro Tanaka in Boogiepop and Others
- 2020: Ooka in My Teen Romantic Comedy SNAFU
- 2021: Kaoru Yamazaki in Welcome to the N.H.K
- 2021: Lane Factor als Cheese in Reservation Dogs
- 2021: Professor Shabooboo in Rick and Morty
- 2022: Lindbergh in One Piece
- 2022: Rafael in Inventing Anna
- 2022: Chiu in Dragon Quest: The Adventure of Dai
- 2022: Wally Nightingale in Pistol
- 2023: Ben Wang als Jin Wang in American Born Chinese
- 2023: Hejinmal in Overlord
- 2023: Paul Rust als Franz Mahar in Gänsehaut
- 2023: Casey Simpson als Aaron Cole in Law & Order
- 2023: Dani Foster als Aidan McDaniels in Law and Order Special Victims Unit
- 2024: Morty Smith in Rick and Morty: The Anime[3]

#### Filme
- 2020: Kenny in Lady Driver – Mit voller Fahrt ins Leben
- 2021: Yuichi Akatsu in Onoda – 10.000 Nächte im Dschungel
- 2021: Martin Spanjers als Rad in Send it!
- 2023: Orson Hong als Borney in Crater
- 2023: Ewan Mitchell als Michael Gavey in Saltburn
- 2024: Jose Peterson in Snoopy präsentiert: Willkommen zu Hause, Franklin

### Als Dialogbuchautor und Regisseur
(Quelle: )
- 2022–2023: Dragon Quest: The Adventure of Dai (Serie) – Crunchyroll LLC, Vereinigte Staaten
- 2023: Sacrificial Princess and the King of Beasts (Serie) – Crunchyroll LLC, Vereinigte Staaten
- 2024: Battle over Britain (Film) – Lighthouse Home Entertainment, Hamburg
- 2024: Willkommen im Nirgendwo – Wir sind die Neuen (Film) – Lighthouse Home Entertainment, Hamburg

## Videospiele
- 2022: Paladin Mike in Tiny Tina’s Wonderlands
- 2023: Smidge in Hi-Fi Rush

## Hörbücher und Hörspiele
- 2021: Crazy Horse von Til Hein, The AOS, Berlin
- 2021: Ich, Odysseus, und die Bande aus Troja von Frank Schwieger, Igel-Records, Dortmund, 6 CDs, ISBN 978-3-7313-1302-1.
- seit 2022: Mira und das fliegende Haus (Hörspiel- und Podcastreihe) als Kater Kopernikus – Mira Media GmbH, Tübingen
- seit 2023: Die 3 Senioren (Hörspielserie) als Ash Benton (ab Folge 15) – Contendo Media, Krefeld
- 2024: Fangtastic Night: Episode 1 - Golden Vision GmbH, Darmstadt